# La profe
La profe  es el décimo cuarto capítulo del ciclo de unitarios ficcionales del programa Historias de corazón, emitido por Telefe. Este episodio se estrenó el día 16 de abril de 2013.

## Trama
Sandra (Florencia Raggi) y Julián (Elías Viñoles), son profesora y alumno. Al conocerse, ambos se caen bien y de a poco se van dando cuenta que les gusta charlar, que cuando están juntos el tiempo pasa rápido. Sandra viene de una relación fallida y quiere dejar ese triste amor en el pasado. Julián, muy maduro para su edad, se enamora de su profe y quiere tener una relación con ella. Sandra resiste cuanto puede, hasta que reconoce que se enamoró de su alumno. En el colegio y en el pueblo, los rumores sobre esta "relación prohibida y enfermiza", crecen. Esto genera un gran escándalo, obligando a Julián y a “la profe” a defender lo que sienten, enfrentando los prejuicios, confiando en el amor que los une.

## Elenco
- Florencia Raggi - Sandra
- Elías Viñoles - Julián
- Irene Almus - Mónica
- Gabo Correa - Javier
- Jorge Nolasco - Omar
- Verónica Hassan - Ivana
- Sofía González Gil - Violeta
- Jorge Varas - Gustavo
- Juan Luppi - Alan

## Ficha técnica
- Autor: Marisa Quiroga
- Coordinación autoral: Esther Feldman
- Producción ejecutiva: Susana Rudny
- Dirección: Grendel Resquin